# 霍爾斯島 (薩默群島)

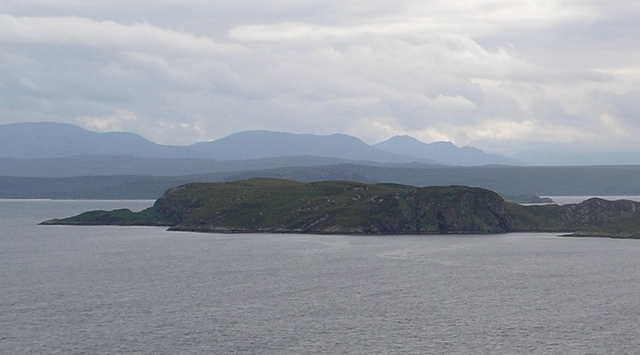

霍爾斯島是蘇格蘭的島嶼，位於大西洋海域，屬於薩默群島的一部分，面積0.53平方公里，最高點海拔高度60米，該島有野鵝棲息，島上無人居住。
57°58′48″N 5°20′24″W / 57.98000°N 5.34000°W